# Parco nazionale del Dinder
Il parco nazionale del Dinder si trova nella parte orientale del Sudan, al confine con l'Etiopia. Venne istituito nel 1935, sotto il dominio coloniale anglo-egiziano. Nel 1983 è stato ampliato fino a comprendere una superficie di circa 10.000 km² estesa su tre stati: Sannar, al-Qadarif e an-Nil al-azraq. Nel 1979 è stato dichiarato riserva della biosfera, ed inoltre costituisce una zona umida di importanza internazionale tutelata ai sensi della Convenzione di Ramsar.

## Caratteristiche
Deve il nome all'omonimo fiume Dinder, che nasce in Etiopia ma è solo stagionalmente carico d'acqua. Un altro importante fiume della regione è il Rahad, che delimita il confine settentrionale del parco.
Il parco comprende al suo interno diversi habitat. Quelli principali sono la savana e la steppa arbustiva, gli ecosistemi fluviali e i cosiddetti maya. Questi sono meandri fluviali abbandonati per la diversione dell'alveo principale, che durante la stagione delle piogge si riempiono d'acqua. Svolgono un ruolo di importanza fondamentale per la sopravvivenza della fauna selvatica, in quanto forniscono acqua ed erba fresca.
Nonostante i numerosi problemi di conservazione, il parco ospita ancora una ricca flora e fauna. Tra i principali rappresentanti della fauna si possono citare soprattutto i grandi mammiferi, come babbuini, varie specie di gazzelle, bufali e leoni, e molte specie di uccelli. Giraffe ed elefanti, un tempo presenti nel parco, sono scomparsi a causa del bracconaggio e della mancanza di habitat adeguati. Nel 2005, comunque, sono stati nuovamente avvistati elefanti provenienti dalla vicina Etiopia.
Il parco nazionale del Dinder è, attualmente, l'unico parco nazionale del Sudan; per esso è stato approvato un piano di gestione attuato in larga misura. Tuttavia, il parco deve ancora fronteggiare alcuni problemi. La pressione esercitata dalla popolazione attorno ai suoi confini è grande. I pascoli per gli animali e la terra da coltivare sono scarsi e il parco sembra possedere una fonte inesauribile di queste risorse tanto necessarie. La situazione socio-economica di gran parte della popolazione è molto grave e il parco offre agli occhi degli abitanti un modo relativamente facile per ricavare risorse necessarie e quindi garantire cibo alla famiglia. A causa della grande estensione del parco, i ranger non riescono a controllarne l'intera area. Se vengono scoperte attività illegali, i trasgressori vengono puniti con pesanti multe. Un pastore colto a far pascolare i propri animali nel parco deve cedere come risarcimento metà del suo gregge, il che equivale a dimezzarne il reddito.